# Yougoslavie au Concours Eurovision de la chanson 1969
La Yougoslavie a participé au Concours Eurovision de la chanson 1969 le 29 mars à Madrid, en Espagne. C'est la 9e participation yougoslave au Concours Eurovision de la chanson.
Le pays est représenté par le groupe Ivan & 4M et la chanson Pozdrav svijetu, sélectionnés par RTV Zagreb au moyen d'une finale nationale.

## Sélection

### Pjesma Eurovizije 1969
Le radiodiffuseur yougoslave croate, RTV Zagreb, organise la finale nationale Pjesma Eurovizije 1969 (« La chanson de l'Eurovision 1969 ») pour la Jugoslovenska Radio-Televizija (JRT, « Radio-télévision yougoslave ») afin de sélectionner l'artiste et la chanson représentant la Yougoslavie au Concours Eurovision de la chanson 1969.

#### Finale
| Ordre | Artiste   | Chanson         | Langue       | Place |
| ----- | --------- | --------------- | ------------ | ----- |
| 1     | Ivan & 4M | Pozdrav svijetu | Serbo-croate | 1     |

Lors de cette sélection, c'est la chanson Pozdrav svijetu interprétée par Ivan & 4M qui fut choisie. Le chef d'orchestre sélectionné pour la Yougoslavie à l'Eurovision est Miljenko Prohaska (en).

## À l'Eurovision
Chaque pays a un jury de dix personnes. Chaque juré attribue un point à sa chanson préférée.

### Points attribués par la Yougoslavie
| 3 points | Allemagne                 |
| 2 points | Royaume-Uni Suisse        |
| 1 point  | Espagne Italie Luxembourg |

### Points attribués à l'Irlande
| 10 points | 9 points | 8 points   | 7 points | 6 points             |
| --------- | -------- | ---------- | -------- | -------------------- |
|           |          |            |          |                      |
| 5 points  | 4 points | 3 points   | 2 points | 1 point              |
|           |          | - Portugal |          | - Belgique - Espagne |

Ivan & 4M interprète Pozdrav svijetu en première position lors de la soirée du concours, précédant le Luxembourg.
Au terme du vote final, la Yougoslavie termine 13e — à égalité avec l'Italie — sur les 16 pays participants, ayant reçu 5 points au total,.